# Arvo Aller
Arvo Aller (ur. 28 lipca 1973 w Kohtla-Järve) – estoński polityk, rolnik i samorządowiec, w latach 2019–2021 minister rolnictwa, poseł do Zgromadzenia Państwowego.

## Życiorys
Absolwent agronomii na Estońskim Uniwersytecie Przyrodniczym. Kształcił się też na Uniwersytecie Technicznym w Tallinnie. Zawodowo związany z sektorem rolnym, od 1997 był doradcą organizacji branżowej. W latach 1999–2019 przewodniczył związkowi rolników w prowincji Virumaa Wschodnia.
Od 2002 członek Estońskiego Związku Ludowego. Po rozwiązaniu tej partii w 2012 dołączył do Estońskiej Konserwatywnej Partii Ludowej. W 2018 został radnym gminy Jõhvi. W grudniu 2019 z rekomendacji EKRE został powołany na ministra rolnictwa w drugim rządzie Jüriego Ratasa. Zakończył urzędowanie wraz z całym gabinetem w styczniu 2021.
W wyborach w 2023 uzyskał mandat posła do Zgromadzenia Państwowego. W następnym roku został wiceprzewodniczącym tego gremium.